# Glena alpinata
Glena alpinata là một loài bướm đêm trong họ Geometridae.